# تيد كولينز (لاعب كرة قدم كندية)
تيد كولينز هو لاعب كرة قدم كندية كندي، ولد في 2 يناير 1943 في وندسور في كندا.

## وصلات خارجية
- تيد كولينز على موقع JustSportsStats.com (الإنجليزية)